# Крістоффер Ульссон
Матс Крістоффер Ульссон (швед. Mats Kristoffer Olsson; нар. 30 червня 1995, Норрчепінг, Швеція) — шведський футболіст, півзахисник клубу «Андерлехт» і збірної Швеції. На умовах оренди грає за данський «Мідтьюлланн».

## Клубна кар'єра

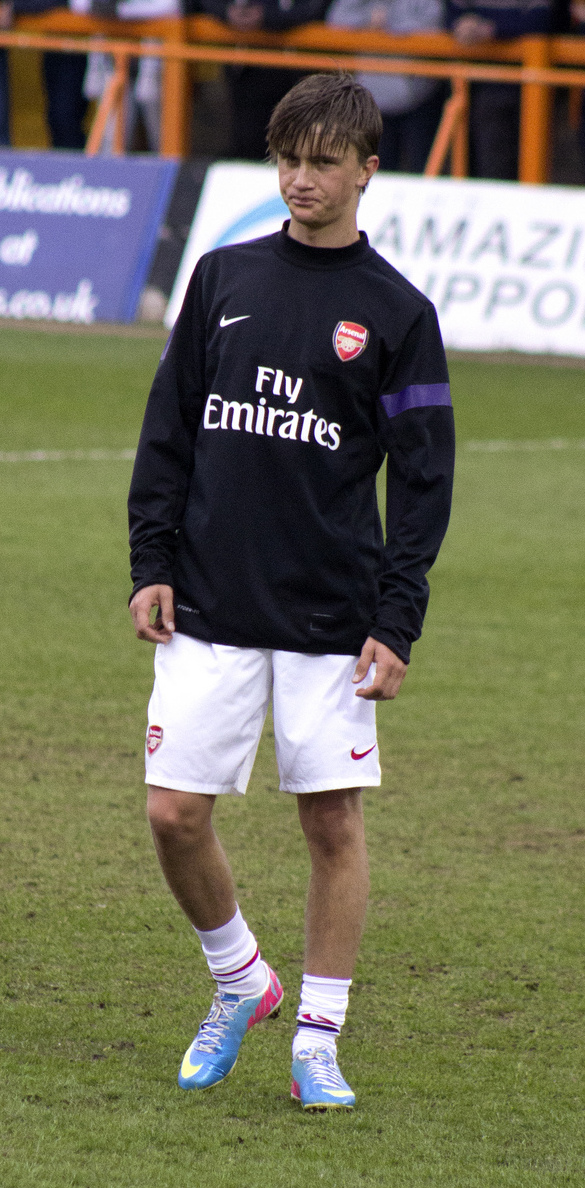
Ульссон на тренуванні «Арсеналу»

Ульссон почав кар'єру в клубі «Слейпнер». У віці 13 років, його запрошували на перегляд в англійський «Челсі», але в підсумку він перейшов в «Норрчепінг». У шістнадцятирічному віці до Крістоффера проявляли інтерес амстердамський «Аякс», італійський «Ювентус» і «Гетеборг» і у 2011 році він підписав контракт з лондонським «Арсеналом». Сума трансферу склала 200 тис. фунтів.
У 2013 році Ульссон брав участь в передсезонному турне «канонірів» по Азії. 25 вересня в матчі Кубка Ліги проти «Вест Бромвіч Альбіон» він вийшов на заміну в кінці зустрічі замість Айзака Гейдена і реалізував пенальті в післяматчевій серії, допомігши своїй команді пройти далі.
Влітку 2014 року для отримання ігрової практики Крістоффер перейшов на правах оренди в «Мідтьюлланн». 12 вересня в матчі проти «Оденсе» він дебютував в данській Суперлізі, замінивши в другому таймі Піоне Сісто. В кінці грудня данський клуб викупив контракт Ульссона у «Арсеналу». 8 листопада 2015 року в поєдинку проти «Есб'єрга» Крістоффер забив свій перший гол за клуб.
На початку 2017 року Ульссон повернувся на батьківщину, підписавши контракт з клубом АІК. 2 квітня в матчі проти «Геккена» він дебютував у Аллсвенскан лізі . 13 серпня в поєдинку проти «АФК Ескільстуни» Крістоффер забив свій перший гол за АІК .
На початку 2019 року Ульссон перейшов в російський «Краснодар» за 4,9 млн євро. 14 лютого в поєдинку Ліги Європи проти німецького «Баєра 04» Крістоффер дебютував за нову команду .
15 вересня 2019 року в домашньому матчі проти «Крил Рад» швед відзначився першим голом за клуб (4:2)
За підсумками сезону 2019/20 «Краснодар» завоював бронзові медалі і вперше в історії кваліфікувався до Ліги чемпіонів.
21 липня 2021 підписав 4-річний контракт з клубом «Андерлехт».

## Виступи за збірні
2010 року дебютував у складі юнацької збірної Швеції (U-17), загалом на юнацькому рівні взяв участь у 34 іграх, відзначившись 5 забитими голами.
Протягом 2014—2017 років залучався до складу молодіжної збірної Швеції. У 2015 році в її складі Крістофер виграв молодіжний чемпіонат Європи в Чехії, але на турнірі він був запасним і на поле так і не вийшов. Натомість на наступному молодіжному чемпіонаті Європи в Польщі Ульссон вже був основним гравцем і зіграв у всіх трьох матчах проти збірних Англії, Польщі і Словаччини, але цього разу шведи не вийшли з групи.
8 січня 2017 року Ульссон дебютував за національну збірну Швеції в товариському матчі проти збірної Кот-д'Івуару (1:2).
У травні 2021 року Крістоффер Ульссон був включений до заявки збірної на чемпіонат Європи 2020 року.

## Титули і досягнення
- Чемпіон Данії (1):

«Мідтьюлланн»: 2014/15
- Чемпіон Швеції (1):

АІК: 2018
- Молодіжний чемпіон Європи (1):

Швеція (до 21): 2015
Особисті досягнення
- Півзахисник року Аллсвенскан: 2018[16]